# Ленкінсько
Ленкінсько (пол. Łękińsko) — село в Польщі, у гміні Клещув Белхатовського повіту Лодзинського воєводства.
Населення — 898 осіб (2011).
У 1975-1998 роках село належало до Пйотрковського воєводства.

## Демографія
Демографічна структура станом на 31 березня 2011 року:
|          | Загалом | Допрацездатний вік | Працездатний вік | Постпрацездатний вік |
| -------- | ------- | ------------------ | ---------------- | -------------------- |
| Чоловіки | 447     | 102                | 304              | 41                   |
| Жінки    | 451     | 107                | 261              | 83                   |
| Разом    | 898     | 209                | 565              | 124                  |